# Matejcse
Matejcse (macedónul: Матејче, albánul Mateçi) település Észak-Macedóniában, a Északkeleti körzetben, Lipkovo községben.

## Népesség
| Lakosok száma | 2657 | 2637 | 2345 | 2616 | 2781 | 414  | 3137 | 3394 | 2961 |
|               | 1948 | 1953 | 1961 | 1971 | 1981 | 1991 | 1994 | 2002 | 2021 |

- 2002-ben 3394 lakosa volt, akik közül 3012 albán, 325 szerb, 17 macedón és 39 egyéb.